# Gerhard Greber
Gerhard Greber (24 novembre 1972) è un ex sciatore alpino austriaco.

## Biografia
Specialista delle prove tecniche originario di Schoppernau, Greber debuttò in campo internazionale in occasione dei Mondiali juniores di Geilo/Hemsedal 1991, dove vinse la medaglia d'argento nello slalom gigante; non ottenne piazzamenti in Coppa del Mondo, mentre in Coppa Europa prese per l'ultima volta il via il 6 marzo 1996 a Champoluc in slalom speciale, senza completare la prova. Si ritirò al termine di quella stessa stagione 1995-1996 e la sua ultima gara fu uno slalom gigante FIS disputato il 12 aprile a Sankt Moritz; non prese parte a rassegne olimpiche o iridate.

## Palmarès

### Mondiali juniores
- 1 medaglia:
  - 1 argento (slalom gigante a Geilo/Hemsedal 1991)

### Campionati austriaci
- 1 medaglia[1]:
  - 1 bronzo (supergigante nel 1993)